# Netlog
Netlog (issue de la fusion de Facebox, Coolbox et Bingbox) est un site Web créé par Netlog NV/SA de réseautage social destiné à rencontrer des personnes. Il a été fondé à Gand, en Belgique, par Lorenz Bogaert et Toon Coppens. En mai 2011, il rassemblerait plus de 76 millions de membres à travers l'Europe.
Site fermé en avril 2015 au profit du site Twoo.com (en) (même propriétaire).

## Popularité
En janvier 2008 à San Francisco, Netlog a remporté un prix dans la catégorie Mainstream and Large Social Networks.
Netlog était le 112e site le plus visité au monde en septembre 2009 selon Alexa Internet. En août 2011, il est 289e, 370e en février 2012. et 881e en juillet 2013

## Technologie
Netlog utilise une technologie de localisation qui lui permet de cibler géographiquement et de personnaliser son contenu en fonction du profil de chaque membre. Ceci donne aux membres de la communauté des facilités de recherche des autres membres dont le profil correspond à leur classe d'âge et à leur région.

## Langues disponibles
- Afrikaans
- Anglais
- Arabe
- Bulgare
- Catalan
- Allemand
- Italien
- Chinois
- Tchèque
- Danois
- Français
- Hébreu
- Néerlandais
- Finnois
- Allemand
- Hongrois
- Lituanien
- Norvégien
- Polonais
- Portugais
- Roumain
- Russe
- Slovaque
- Slovène
- Espagnol
- Suédois
- Turc